# Boris Pistorius
Boris Pistorius, född 14 mars 1960 i Osnabrück, Niedersachsen, är en tysk jurist och socialdemokratisk politiker. Han är sedan 19 januari 2023 Tysklands försvarsminister.
Boris Pistorius är son till Ludwig Pistorius (1923–2009) och politikern Ursula Pistorius (1933–2015). Han utbildade sig från 1981 till jurist på Münsters universitet och på Osnabrücks universitet, samt 1982–1983 också på Université catolique de l'Oest i Angers i Frankrike. Han tog examen (erste jüristische Prüfung) 1987.
Mellan 1991 och 1996 arbetade han i kansliet för Niedersachsens socialdemokratiske inrikesminister Gerhard Glogowski. 1999–2002 var han biträdande borgmästare i Osnabrück och borgmästare där 2006–2013. Han blev därefter 2013 inrikes- och sportminister i Niedersachsen. Han är sedan den 19 januari 2023 Tysklands försvarsminister i regeringen Scholz.
Boris Pistorius var gift med Sabine Pistorius (död 2015) och har två döttrar.